# Kanton Beaufort-en-Vallée
Kanton Beaufort-en-Vallée (fr. Canton de Beaufort-en-Vallée) je francouzský kanton v departementu Maine-et-Loire v regionu Pays de la Loire. Tvoří ho osm obcí.

## Obce kantonu
- Brion
- Beaufort-en-Vallée
- Corné
- Fontaine-Guérin
- Gée
- Mazé
- La Ménitré
- Saint-Georges-du-Bois